# Château d'Ars (Isère)
Pour les articles homonymes, voir Château d'Ars et Ars.
Le château d'Ars est une ancienne maison forte du XIIIe siècle qui se dresse sur la commune d'Avignonet dans le département de l'Isère et la région Auvergne-Rhône-Alpes. Le site est labellisé Patrimoine en Isère.

## Situation
Le château est situé dans le département français de l'Isère sur la commune de Avignonet, surplombant le Drac.

## Histoire
Les origines de ce château ne sont pas exactement connues. Ses propriétaires détenaient au XVIIe siècle, les seigneuries d'Ars et d'Avignonet jusqu'à ce qu'elles soient vendues à la famille Denantes qui s'installera définitivement au château d'Avignonet au début du XVIIIe siècle. En 1961, le site est racheté par EDF lors de la construction du barrage de Monteynard-Avignonet et sa démolition est envisagée à plusieurs reprises, pour des raisons de sécurité. Délaissé, l'édifice se dégrade jusqu'à ce qu'en avril 2000, l'association "Sauvons le château d'Ars" soit créée dans l'objectif d'empêcher la destruction du château et de le "geler", afin de valoriser son site en l'intégrant dans un circuit de randonnée. Une grande partie des toitures s'effondre néanmoins pendant l'hiver 2005-2006. En juin 2007, le site est acquis par la Communauté de Communes de Monestier-de-Clermont (aujourd’hui Communauté de Communes du Trièves). À partir de 2009 / 2010, des travaux de mise en sécurité et de gel des ruines sont entrepris et des traces de décor peint sont découvertes. en 2010, le site obtient, à la demande de l'association, le label "Patrimoine en Isère".

## Description
Partiellement ruiné et situé sur un contrefort au-dessus du Drac (en site classé "zone à risques naturels", à l’aplomb du barrage de Monteynard-Avignonet), le château se présente encore aujourd'hui sous la forme d'une grande bâtisse implantée sur un site spectaculaire qui pourrait avoir été occupé après l'abandon du château "delphinal". L'édifice, formé de deux parties accolées, légèrement désaxées l'une par rapport à l'autre, d'une partie formant tourelle et d'un troisième corps de bâtiment aujourd'hui effondré, présente des époques de construction assez distinctes : un état ancien, décelable dans les fondations et dans les caractéristiques générales de la grosse tour carrée (ancien donjon ?) ; des adjonctions et une reprise quasi-générale du château entre le XVe et le XVIIe siècles (avec sans doute une modification importante du plan primitif) avec édification d'une tour et de nouveaux bâtiments au Nord et à l'Ouest, et ouvertures de fenêtres à meneaux. Tandis que la maçonnerie de l'ensemble est constituée de galets, morceaux de tuiles et plaques de schiste noyés dans un mortier jaunâtre, les angles des bâtiments sont en granit et calcaire dans les parties basses et en tuf dans les parties hautes.